# Coesula cotabatensis
Coesula cotabatensis là một loài tò vò trong họ Ichneumonidae.